# スキーン腺
スキーン腺（スキーンせん、または小前庭腺、傍尿道腺、英: Skene's gland）は、膣の上壁に位置し、尿道の末端に隣接する細い枝分かれした管の形をした分泌腺である。分岐した管の長さは4cm以上になることがある。スキーン腺は尿道口付近に開口し分泌液を流出する。スキーン腺の位置は、グレフェンベルグ・スポット（Gスポット）として知られている。スキーン腺は、男性の前立腺に相同である。スケネー腺とも呼ばれる。スコットランド出身の産科学者アレクサンダー・スキーンにちなんで命名された。

## 成分
女性の射精中に（時には強制的に）現れてくる透明あるいは乳白色の液体は、男性の前立腺で産出される液体と非常によく似た構成成分（酸性フォスファターゼ等）をもっている。この液体は、オーガスムの際に時々緊張から解放されて放たれる尿の中に混ざる。そしてまた、膣の潤滑液（膣分泌液）とも混ざり合う。

## オーガズムとの関係
スキーン腺は、膣のオーガズムとの関係や、潮吹き現象についての議論がある。実際に2002年にイタリアのラクイラ(L'Aquila)大学のエマヌエーレ・ジャンニーニ(Emmanuele Jannini)は、スキーン腺で起きている現象と、よくその存在が否定されることについて、可能性のある見解を示した。
スキーン腺は一人一人の大きさにばらつきがあり、個人差（個体差）で完全に消失している場合もあるものと思われる。もしスキーン腺が、女性の射精現象や膣のオーガスムの原因であるとするならば、多くの女性において、これらの現象が起きないことは、その差異に原因があるといえる。

## 歴史
この腺は1672年にオランダの医師、学者のレニエ・ド・グラーフ(1641-1673)によって最初に記載された。その後、フランスの外科医アルフォンス ・ゲラン(1816-1895) によって、1880年に西洋の医学文献にこの腺について書いたスコットランドの婦人科医 アレクサンダー・スキーンにちなんで、命名された。2002年に、傍尿道腺（paraurethral gland）に次ぐ第2用語として女性前立腺（female prostate）という用語が、国際解剖学用語委員会によってTerminologia Histologicaに追加された。2008年版では、この用語が「構造の形態学的および免疫学的重要性のため」導入されたと述べている。